# Anticorodal
Per anticorodal si intende una serie di leghe di alluminio alligate con magnesio (0,4-1,7%), manganese (0,5-1%) e silicio (1-5%), caratterizzate da buone caratteristiche meccaniche e ottima resistenza alla corrosione, usate soprattutto per la produzione di antenne vhf e uhf per esterni, infissi ed adatte per l'anodizzazione.
L'indurimento è dovuto principalmente alla precipitazione di composti intermetallici del manganese (tipicamente MnAl12 e MnAl6).
Appartengono alla serie 6000 delle leghe dell'alluminio: i principali elementi di lega sono silicio e magnesio. Si tratta di leghe da trattamento termico; dopo trattamento termico sviluppano caratteristiche meccaniche intermedie, in generale inferiori a quelle delle leghe della serie 2000 e 7000.
Presentano buona formabilità, lavorabilità, truciolabilità e saldabilità. Vengono utilizzate per applicazioni architettoniche, telai motociclistici e ciclistici, strutture saldate in genere. Questo sistema costituisce la classe principale di leghe per i pezzi lavorati a caldo e per quelli ricavati da fusione. Esse riescono a combinare alcune caratteristiche favorevoli: buone resistenze meccaniche, sensibilità relativamente bassa alla tempra, buona resistenza alla corrosione. L'indurimento avviene soprattutto per precipitazione del composto Mg2Si. Per ottenere prodotti estrusi con questa lega normalmente si mantengono Mg e Si al di sotto dell'1,5% in massa. Il Silicio, infine, aumenta la fluidità del fuso e riduce il coefficiente di dilatazione, come già detto anche per le leghe Al-Si; inoltre aumenta la resistenza alla corrosione intergranulare tipica di questa lega.
Negli anni '30 venne usata da Narducci e da Mazzoni nelle costruzioni commissionate da Ferrovie dello Stato.